# Gresham Sykes
Gresham M'Cready Sykes (Plainfield, 26 de mayo de 1922- Charlottesville, 29 de octubre de 2010) fue un sociólogo y criminólogo estadounidense. Autor de cinco libros y numerosos artículos en el campo de la criminología, su obra más famosa es el libro "La Sociedad de cautivos: un estudio de la prisión de máxima seguridad" (sin traducción al español), publicado por Princeton University Press en 1958.

## Biografía
El autor nació en Plainfield, en Nueva Jersey. Él estudió en la Academia Brooks, donde fue inmediatamente aceptado en la Universidad de Princeton en 1940. El futuro sociólogo, sin embargo, había interrumpido sus estudios para alistarse para el Ejército de Estados Unidos después del ataque japonés a Pearl Harbor en 1941. Participó en varias batallas durante la Segunda Guerra Mundial para convertirse en capitán. En el mismo año en que terminó la guerra (1945), Sykes se retiró de la carrera militar. 

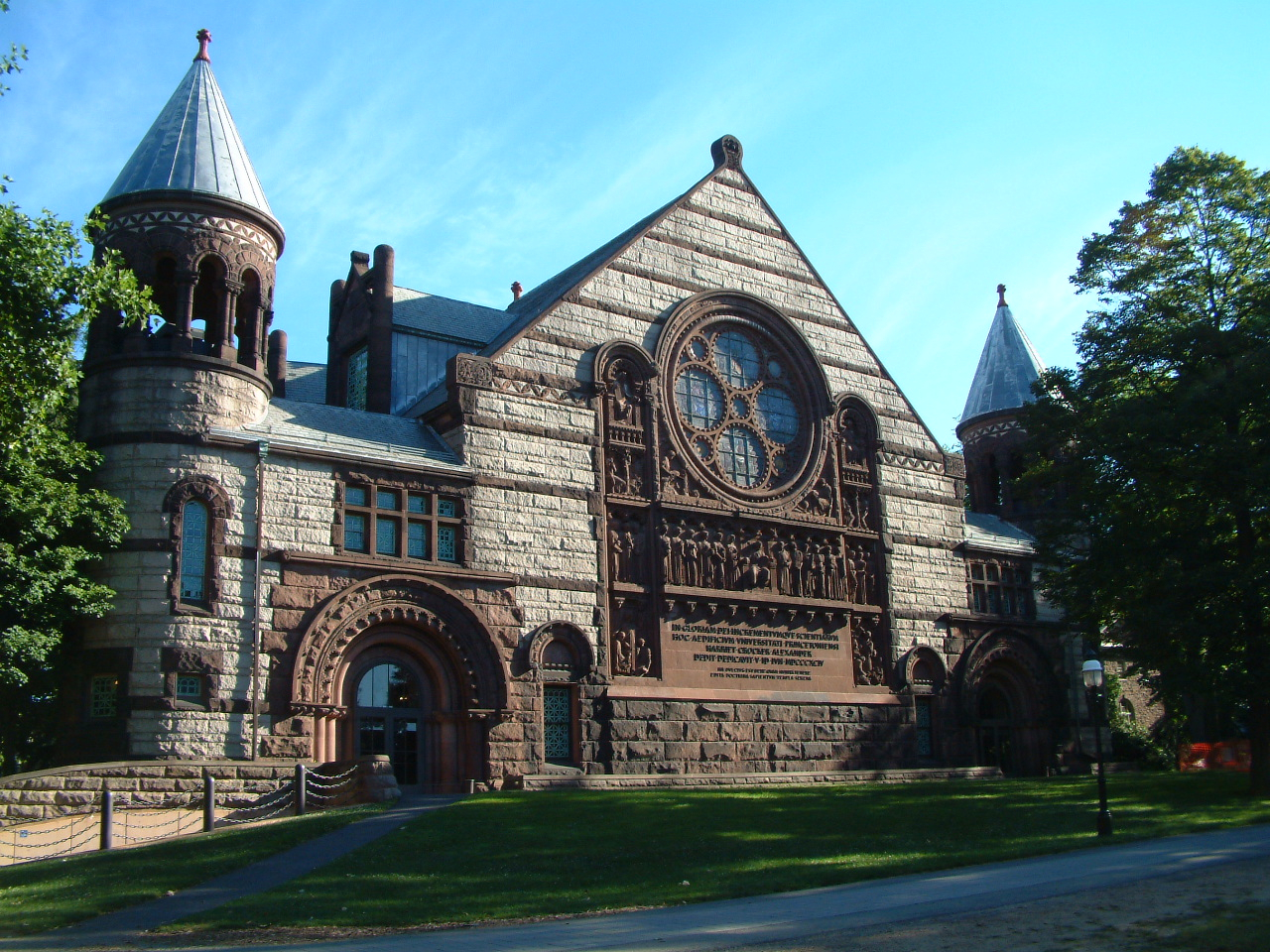
Princeton University, donde se formó Sykes

Después de ese período, Sykes pasó un año en México, a su regreso, se casó con Cara Adelt. Después de regresar en 1948, Sykes se graduó de la Universidad de Princeton a los 28 años de edad, convirtiéndose en doctorado de la Universidad Northwestern cuatro años más tarde.   
Sykes impartió clases entre 1952 y 1958 en Princeton, en Northwestern de 1958-1960, en Dartmouth de 1960-1963,  en Denver 1965-1972, Houston en 1973, y finalmente en la Universidad de Virginia 1974-1988.
En 1963, el autor se convirtió en el director Ejecutivo de la Asociación Americana de Sociología (American Sociological Association ). Dos años más tarde, se convirtió en el director del Programa de Administración de Justicia de la Universidad de Denver, donde permaneció hasta el año 1972. En 1980, el autor obtuvo el Edwin H. Sutherland de la Sociedad Americana de Criminología por sus contribuciones.
En medio de su prestigiosa carrera académica, Sykes continuó estudiando arte. Ha tenido sus trabajos expuestos en diversos estados y su última exposición mostraba sus trabajos desde la década de 1980 hasta 2009. Su obra "Summer Solstice" es muy reconocida. El criminólogo y el artista se expresó principalmente a través de expresionismo abstracto.
Sykes muere en 2010 por la evolución de Alzheimer.

## Teoría y pensamiento

### Criminología Crítica
A partir de los años 1970, se nota una nueva ola del pensamiento criminológico en Estados Unidos, que trae mayores impactos para la sociedad que aquel pensamiento de la criminología que dominó los períodos anteriores. Esta corriente es llamada por Sykes y otros autores del momento criminología crítica.
La criminología crítica abandonó cualquier teoría que individualizara el comportamiento criminal, como teorías biológicas y psicológicas. El nuevo estudio se basaba en el cuestionamiento del por qué algunos eran etiquetados como criminales y otros no. Esta criminología cambió el enfoque de interpretación del sistema penal. Muchos autores pasaron a considerar injusto el castigar casi siempre a los más débiles socialmente y las minorías, pero Sykes prefiere verlo como un instrumento de control de una clase sobre otra. A pesar de las tales consideraciones, Sykes no concuerda con aquellos que de manera preconcebida vinculan las construcciones teóricas a la izquierda del espectro político. 
El fortalecimiento de la criminología crítica se dio, para Sykes, con la pérdida de confianza en el gobierno norteamericano en un contexto incredulidad de la post guerra de Vietnam, en donde se pusieron en cuestión las viejas ideas del consenso y el contrato social, y se habalaba en su lugar de manipulación y coerción. Un ejemplo de ello, como apunta el autor, se da en el uso de drogas, especialmente la marihuana, que fue, sin aparentes motivos, prohibida y considerada un crimen extremadamente ofensivo a la ley. 

### Sistema Carcelario
La obra más conocida del autor, La Sociedad de cautivos (1958), trata con los problemas encontrados por los guardias de la prisión, en base a un estudio en la prisión estatal de Nueva Jersey. Sykes se convirtió en profesor de la Universidad de Princeton, donde se hizo amigo de Lloyd McKorkle, que era el director de la prisión estatal de Nueva Jersey y le dio acceso al sitio para su investigación. El foco del estudio es el presidio como una "sociedad dentro de una sociedad", y no su relación con factores externos a la cárcel, como la pobreza y malas condiciones de vida. Allí construyó el término "dolores del encarcelamiento", sensación experimentada por los presos, y explicó el desarrollo de los roles dentro de la realidad de prisión. Según la obra, la ausencia de libertad llevaba a una serie de privaciones. Lista cinco tipos de dolor o dificultad debido a la reclusión, que conduciría al desarrollo de nuevas relaciones sociales, y sería una subcultura de la cárcel necesaria para la supervivencia de los prisioneros:
- libertad
- Bienes y servicios
- Relaciones heterosexuales
- autonomía
- seguridad

Sykes aborda también las bases frágiles en que se componen las relaciones de encarcelamiento. Según él, la sumisión de los prisioneros a los guardias solo se alcanza por medio de amenazas o "promesas" (ventajas para los presos con mejor comportamiento, como comidas extras o aviso previo de revista en celdas). Esta relación de poder traería tres efectos prácticos a la realidad prisional: la disminución de la tensión entre presos y entre guardias y presos; el control de los prisioneros más susceptibles a causar problemas, y la afirmación del poder de los líderes.

### Delincuencia
Una parte importante de la carrera del autor con la colaboración de su colega sociólogo norteamericano David Matza, y dio la orden de estudiar el comportamiento del delincuente. Para estos autores, el delincuente no sería un "alienígena" dentro de la sociedad, sino una caricatura perturbadora.

#### Técnicas de neutralización
Los delincuentes utilizan una variedad de excusas para neutralizar la culpa inevitable sentía a causa de la transgresión de los valores tradicionales. Estos, por lo general, reconocen el problema en su comportamiento, pero tratan de distorsionar la realidad con el fin de crear circunstancias en las que su comportamiento sería aceptable. Estas justificaciones, en la mayoría de las veces, serían anteriores al acto desviante, y no posteriores. Esto significa que no se crea después del hecho: se trata de una parte de la construcción y la motivación del agente para practicar determinado acto. A través de esta práctica, los agentes pueden cometer delitos graves, sin afectar su auto-imagen. Hoy en día, se entiende que esta teoría no es lo suficientemente fuerte, por sí misma, para explicar el crimen.

#### Valores subterráneos
Otro artículo escrito por ambos autores se titula Delincuencia juvenil y valores subterráneas (1961). En este, defienden que los valores que mueven el comportamiento desviante, como por ejemplo la búsqueda de adrenalina, son en realidad "valores subterráneos". En general estos se son reprimidos, con la excepción de algunos momentos legales apropiados. Según el artículo, los delincuentes concuerdan con el entendimiento general de la sociedad: así como los demás, entienden que determinado comportamiento desviado es "erróneo", por estar insertos en la misma sociedad con los mismos valores. En vez de ser resultado de una desviación psíquica, como creen muchos sociólogos, son el resultado de un ambiente favorable para el desarrollo de ese tipo de comportamiento. El comportamiento desviado se lee como una expresión de estos valores latentes en un momento inapropiado, destacando aquí el hecho de que los delincuentes y los funcionarios de prisiones y los presos, son similares a todos los demás miembros de la sociedad. Los autores dan ejemplos de conductas que podrían caracterizar los delincuentes como una conducta sexual ilícita, el consumo de drogas y la falta de gusto por el trabajo.
Se resalta la clasificación y razón para el comportamiento delincuente de la siguiente forma: 
- Muchos delincuentes, según estudios, están inmersos en una incesante necesidad de buscar por emoción, adrenalina, aventura. Y quebrantar la ley, muchas veces, es exactamente lo que trae estos sentimientos.
- Algunos jóvenes demuestran un desdén por vivir una vida "común", con un trabajo fijo y estable, por ejemplo. La idea de trabajar duro para alcanzar grandes objetivos es rechazada por delincuentes que prefieren seguir otro curso para intentar llegar a donde quieran.
- Jóvenes delincuentes que se expresan por medio de la agresividad, como es el caso de jóvenes en pandillas, muchas veces como un intento de probar una masculinidad, en los casos de delincuentes hombres.

### Acceso a la justicia y pobreza
El autor analiza en su artículo Necesidades legales de los pobres en la ciudad de Denver (sin traducción al español), el acceso a la justicia de las personas de menores recursos. Según Sykes, el acceso a la justicia está garantizado para todos en la mayoría de los ordenamientos jurídicos, incluso con la garantía del acceso gratuito a aquellos que no pueden pagar. Sin embargo, hay una gran diferencia entre la calidad de los servicios gratuitos y los pagos. El servicio gratuito pasa a ser entendido como un derecho de hecho, a ser exigido. 
Para definir las necesidades de las personas pobres, Sykes afirma haber habido un cuestionario (que pregunta características básicas como edad y etnia y entra en las cuestiones legales que cada familia ha vivido, se ha vivido), estudiado ampliamente para su éxito. Tenía el objetivo de comprender mejor estas necesidades. Una parte no mayoritaria, pero significativa, afirmó haber tenido problemas jurídicos: 
- Relaciones domésticas, como el dinero y el divorcio;
- Cuestiones que implican daños a propiedades (como accidentes automovilísticos);
- Cuestiones relacionadas con las deudas.

Se descubrió con el estudio, también, que la mayoría de las familias tuvieron uno o más problemas jurídicos, y, más aún, cerca de la mitad de los entrevistados que creían no haber tenido cuestiones que pudieran involucrar al judiciario, en verdad, tenían. El autor analizó, también, diferencias entre personas de clase social parecida, pero con diferencias en el patrón de vida. Las personas con una renta un tanto más elevada tenían problemas legales con mayor frecuencia. También encontró diferencias entre hombres y mujeres y entre etnias. Los entrevistados, también, tienden a no mirar apenas al abogado como un líder para la resolución de sus problemas. Muchos han buscado, por ejemplo, amigos, parientes y hasta médicos. 
Además de las entrevistas y cuestionario, se creó en la ciudad un Centro de Justicia Vecinal (el término usado es Neighborhood Law Center). El centro estuvo abierto durante 10 meses para el estudio y recibió más de 1,700 casos para resolución. Las consultas eran mucho menos impersonal que las usuales, existentes anteriormente, transmitiendo mayor seguridad. Se percibió que, más importante que la ayuda jurídica, era la educación jurídica anterior a la necesidad de los ciudadanos de ir detrás de esa ayuda. 

## Obras
- SYKES, Gresham.The Society of Captives: a Study of a Maximum Security Prison. Princeton University Press. (1958)
- SYKES, Gresham. Crime and Society. A Random House study in sociology. (1967)
- SYKES, Gresham. Social Problems in America. Glenview, Ill.,Scott, Foresman (1971)
- SYKES, Gresham. Law and the lawless; a reader in criminology. A Random House study in sociology. (1969)
- SYKES, Gresham. The future of crime. U.S. Department of Health and Human Services, Public Health Service, Alcohol, Drug Abuse, and Mental Health Administration, National Institute of Mental Health, Center for Studies of Crime and Delinquency. (1980)
- SYKES, Gresham.Legal Needs of the Poor in the City of Denver. Law & Society Review, 11 de janeiro de 1969, Vol. 4, Issue 2, p. 255-277. (1969)
- SYKES, Gresham.The Rise of Critical Criminology. The Journal of Criminal Law and Criminology (1973-), 6 de janeiro de 1974, Vol. 65, Issue 2, p. 206-213. (1973)
- SYKES, Gresham. The Corruption of Authority and Rehabilitation.  Social Forces, 3 de janeiro de 1956, Vol. 34, Issue 3, p. 257-262. (1956)
- SYKES, Gresham. Men, Merchants and Toughs: A Study of Reactions to Imprisonment. Social Problems, 10 de janeiro de 1956, Vol. 4, Issue 2, p. 130-138. (1956)
- SYKES, Gresham. The Differential Distribution of Community Knowledge. Social Forces, 5 de janeiro de 1951, Vol. 29, Issue 4, p. 376-382. (1951)
- SYKES, Gresham.The Structure of Authority. The Public Opinion Quarterly, 4 de janeiro de 1953, Vol. 17, Issue 1, p. 146-150. (1953)
- MATZA, David; SYKES, Gresham. Juvenile Delinquency and Subterranean Values. American Sociological Review, 10 de janeiro de 1961, Vol. 26, Issue 5, p. 712-719. (1961)
- MATZA, David; SYKES, Gresham. Techniques of Neutralization: A Theory of Delinquency. American Sociological Review, 12 de janeiro de 1957, Vol. 22, Issue 6, p. 664-670. (1957)